# 후루사토촌 (도야마현)
후루사토촌(古里村)은 도야마현 네이군에 있던 촌이다.

## 역사
- 1889년 4월 1일 - 정촌제 시행에 의해 네이군 후루사토촌이 성립하였다.
- 1959년 11월 1일 - 네이군 후추정에 편입되었다.

## 참고문헌
- 『市町村名変遷辞典』東京堂出版、1990年。